# Heiti Talvik

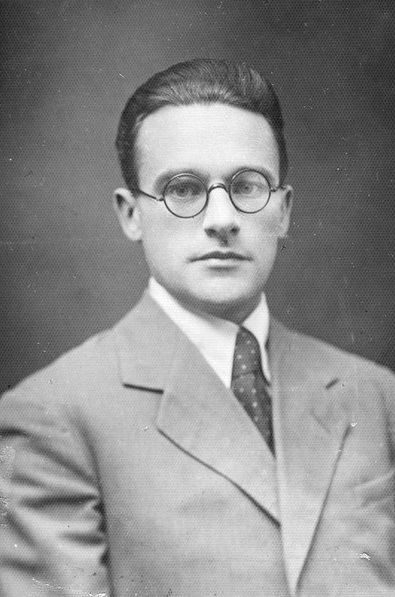
Heiti Talvik (1933)

Heiti Talvik (* 9. November 1904 in Tartu; † 18. Juli 1947 in der Oblast Tjumen, Sowjetunion, unsicher) war ein estnischer Dichter.

## Leben und literarische Karriere
Heiti Talvik entstammte einer gelehrten Tartuer Arztfamilie, die Mutter war Pianistin. 1923 verließ er unerwartet die Schule und suchte zunächst Arbeit im Ölschiefer-Bergbau von Kohtla-Järve. Gleichzeitig schrieb er selbst Gedichte, die er bei der Kulturzeitschrift Looming und dessen Chefredakteur Friedebert Tuglas einreichte.
1926 holte er am Abendgymnasium von Pärnu sein Abitur nach und studierte von 1926 bis 1934 an der Philosophischen Fakultät der Universität Tartu.
Seit 1928 widmete sich Talvik mehr und mehr der Lyrik. Ab 1934, mit Veröffentlichung der Gedichtsammlung Palavik (Fieber), wurde er zu einem der bekanntesten estnischen Lyriker und Mitglied der Literatengruppe Arbujad (Schamanen). Dem Kreis gehörte auch die Dichterin Betti Alver an, die Talvik 1937 heiratete. Die Gruppe fühlte sich einem tiefen geistigen Erleben des Menschen als unabhängigem Wesen verpflichtet.
Nach der Besetzung Estlands durch die Sowjetunion wurde Heiti Talvik im Mai 1945 nach Sibirien verschleppt. Danach verlieren sich die Spuren. Er starb wohl im Juli 1947 an den Folgen der Deportation. Sein Grab ist unbekannt.

## Gedichtsammlungen
- „Palavik“ (1934)
- „Kohtupäev“ (1937)

## Gedichte auf Deutsch
Als wichtiger Vertreter der modernen estnischen Lyrik ist Talvik in der Anthologie von Antns Oras vertreten:
- Acht estnische Dichter. Ausgewählt und übertragen von Ants Oras. Stockholm: Vaba Eesti 1964, S. 133–146.